# Avortement en Finlande
L'avortement est légal et pris en charge sur demande en Finlande dès les 12 premières semaines de grossesse depuis le 1er septembre 2023. De 1970 à 2023, l'avortement était suffisamment accessible en pratique pour de diverses raisons (entre-autres grâce aux facteurs socioéconomiques), cependant, la loi obligeait la femme enceinte de préciser ses motifs et d'obtenir l'approbation d'un ou de deux médecins.
Par les standards internationaux, la polémique politique en Finlande concernant l'avortement a été relativement modérée, et l'incidence de l'avortement dans ce pays reste faible. Les avortements en Finlande ont ralenti depuis les années 1960. En 2021, approximativement 7 600 avortements ont été réalisés.

## Cadre légal
Le 26 octobre 2022, le parlement finlandais a voté la réforme de la loi sur l'avortement de 1970 avec 125 voix contre 41. La réforme a été initiée par une initiative citoyenne en 2020 et ayant collectée les 50 000 signatures nécessaires pour que la cause soit traitée par les parlementaires. La loi a été modifiée, de manière que l'avortement soit désormais possible sur demande, sans restriction, avant la fin de la 12e semaine de grossesse. Après la limite de grossesse des 12 premières semaines, le projet de loi autorise l'interruption de la grossesse à la demande de la femme enceinte si la poursuite de la grossesse ou l'accouchement met en danger sa santé ou sa vie, par exemple en raison d'une maladie ou d'un handicap. Le président de la république signe le projet de loi le 20 décembre 2022, et la loi est officiellement inscrite le 28 décembre 2022, prenant effet au 1er septembre 2023.
Auparavant, les lois sur l’avortement en Finlande étaient parmi les plus strictes de l'Union européenne. L'approbation de l'avortement était exigée par la signature de un ou deux médecins, suivant des cas spécifiques de patients, et dans d'autres cas, la permission supplémentaire du l'Autorité nationale de surveillance du bien-être et de la santé (Valvira) était nécessaire. De plus, si la femme a été mise enceinte à la suite d'un viol, la grossesse ne pouvait être interrompue que si des poursuites avaient été engagées contre le violeur présumé. Officiellement, l'avortement était donc illégal sur demande, mais en réalité, toute femme enceinte pouvait avorter si elle en faisait la demande avant la 12e semaine de grossesse, car les motifs d'avortement étaient nombreux,,.

## Historique

Pourcentage de grossesses interrompues en Finlande

En Finlande, l'avortement était illégal jusqu’en 1950, lorsque le parlement finlandais a légalisé l'avortement afin de préserver la santé physique et mentale de la femme si elle était âgée de moins de 16 ans, si le fœtus risquait d’être déformé, ou si la femme a été violée. Sous la pression du mouvement « Women's Lib » et du support des journaux nationaux, la loi finlandaise a été davantage assouplie en 1970. La loi de 1970 autorisait l'avortement jusqu’à la 16e semaine de grossesse pour des raisons socioéconomiques, si la femme était âgée de 17 ans ou moins, si la femme était âgée d'au moins 40 ans, si la femme avait déjà quatre enfants, ou si au moins un des parents serait dans l'incapacité d'élever l'enfant en raison d'une maladie ou de troubles mentaux.
La limite de temps a été revue à la baisse passant de 16 à 12 semaines en 1979. La loi de 1970 a également autorisé l’avortement jusqu’à la 20e semaine de grossesse en cas de malformation du fœtus ou de menace physique pour la santé de la femme. Un projet de loi de 1985 a ensuite permis l'avortement jusqu'à la 20e semaine de grossesse pour les femmes mineures, et jusqu’à la 24e semaine si une analyse par amniocentèse ou ultrason révélait un lourd handicap dans le fœtus.
En 2008, il y a eu 10 423 avortements en Finlande. Le nombre d'avortements a diminué progressivement au fil du temps, principalement en raison de la diminution du nombre de jeunes de moins de 20 ans. En 2010, le taux d'avortement était de 10,4 avortements pour 1 000 femmes âgées entre 15 et 44 ans.
Les avortements sont pris en charge gratuitement dans les hôpitaux publics. Il est illégal d’effectuer des avortements dans les cliniques privées, même si les médecins sont habilités à pratiquer des avortements en dehors des hôpitaux en cas d'urgence. Les avortements illégaux demeurent très rare car la loi est assez large, et en pratique, la femme peut demander l’avortement dans presque toutes les circonstances.
La controverse politique depuis la loi de 1970 a été clémente. Les membres du parlement des partis de droites, particulièrement le Parti des Finlandais, font régulièrement des déclarations décrivant l'avortement comme « immoral ». Pourtant, depuis la légalisation de l'avortement, il n'y a pas eu de campagne politique ciblée visant à restreindre l'avortement de manière significative. En 2020, une initiative citoyenne menée par l'Association féministe, visant à actualiser la loi et à autoriser l'avortement volontaire dans les 12 semaines de grossesse, a recueilli plus de 50 000 signatures, soit le seuil nécessaire pour obliger le Parlement à examiner la proposition.